# Warner Music Group
 (скраћено WMG) амерички је конгломерат са седиштем у Њујорку. Треће је музичко предузеће по величини, док су испред њега Universal Music Group (UMG) и Sony Music Entertainment (SME). Раније део предузећа Time Warner (данас Warner Bros. Discovery), WMG је од 2005. до 2011. био на Њујоршкој берзи, након чега је објављена приватизација и потом продат предузећу Access Industries.